# Верховный суд Таджикистана
Верховный Суд Республики Таджикистан (тадж. Суди Олии Ҷумҳурии Тоҷикистон) — в соответствии c главой № 8 Конституции Республики Таджикистан - высший судебный орган страны.
В Суд могут обращаться все граждане вне зависимости от их гражданства[уточнить] и места их проживания. Деятельность Верховного Суда регулируется главой № 3 Конституционного Закона «О Судах Республики Таджикистан».

## История
В период СССР «Верховный Суд Таджикской ССР» был подведомственен всесоюзному судебному органу «Верховному Суду СССР».
В 1924 году в период советской власти на территории советского Таджикистана был создан «Народный комиссариат юстиции», одновременно выполняющий контроль над системой правосудия.
В 1929 году был создан Верховный Суд Таджикской ССР
В соответствии с действовавшим законом Таджикской ССР «О судоустройстве в Таджикской ССР» от 11 декабря 1981 Верховный Суд Таджикской ССР являлся высшим органом судебного надзора, избирался Верховным Советом Таджикской ССР, при нем действовали пленум, президиум, судебные коллегии по гражданским и уголовным делам. Верховный Суд рассматривал дела в качестве первой, кассационной, надзорной инстанций и по вновь открывшимся обстоятельствам. Верховный Суд выполнял работу по обобщению судебной практики и анализировал судебную статистку, осуществлял полномочия по разъяснению норм права в виде Постановлений Пленума Верховного Суда Таджикской ССР.
В переходный период независимости 1992—1993 годах, после распада СССР судебные органы Таджикистана продолжали действовать на основе Конституции Таджикской ССР 1978 года и закона Таджикской ССР «О судоустройстве Таджикской ССР» от 11 декабря 1981 года на правопреемственных началах и действовали до принятия Законов Республики Таджикистан «О судоустройстве» и «О Верховном Суде Республики Таджикистан» от 28 декабря 1993 года.
В Судебную коллегию по уголовным делам Верховного Суда Таджикистана входят 16 судей.

## Председатели Верховного Суда
- Шермухаммад, Шохиён (с 2015 года — настоящее время)
- Нусратулло, Абдуллозода (2006—2015 годах)
- Фатхиллоев, Салимбой (2000—2005 годах)
- Абдуллоев, Файзулло — Заместитель Председателя Верховного Суда Таджикской ССР (1987—1990 годах)
- Избилло Хочаев
- Назаров, Хабибулло — Председатель Верховного Суда Таджикской ССР (1959—1962).
- Исмаилов, Махмуд Исмаилович — Председатель Верховного Суда Таджикской ССР (1948—1959)